# Laupala cerasina
Laupala cerasina är en insektsart som beskrevs av Otte, D. 1994. Laupala cerasina ingår i släktet Laupala och familjen syrsor. Inga underarter finns listade i Catalogue of Life.